# Liste der Kulturgüter in Regensberg
Die Liste der Kulturgüter in Regensberg enthält alle Objekte in der Gemeinde Regensberg im Kanton Zürich, die gemäss der Haager Konvention zum Schutz von Kulturgut bei bewaffneten Konflikten, dem Bundesgesetz vom 20. Juni 2014 über den Schutz der Kulturgüter bei bewaffneten Konflikten sowie der Verordnung vom 29. Oktober 2014 über den Schutz der Kulturgüter bei bewaffneten Konflikten unter Schutz stehen.
Objekte der Kategorien A und B sind vollständig in der Liste enthalten, Objekte der Kategorie C fehlen zurzeit (Stand: 1. Januar 2023). Unter übrige Baudenkmäler sind weitere geschützte Objekte zu finden, die im Verzeichnis der Objekte von überkommunaler Bedeutung der kantonalen Denkmalpflege zu finden und nicht bereits in der Liste der Kulturgüter enthalten sind.

## Kulturgüter
| Foto |                                                                                | Objekt | Kat. | Typ | Standort                    | Beschreibung |
| ---- | ------------------------------------------------------------------------------ | --- | ---- | --- | --------------------------- | ------------ |
| ja   | Datei hochladen · Wikidata zu Sogenanntes Engelfridhaus (Wohnhaus) (Q29574174) | Engelfriedhaus (Wohnhaus) KGS-Nr.: 7605 | A    | G   | Oberburg 17 675413 / 259662 |              |
| BW   | Datei hochladen · Wikidata zu Altes Amthaus (1665) (Q29933011)                 | Altes Amtshaus KGS-Nr.: 07606 | B    | G   | Oberburg 10 675474 / 259632 |              |
| ja   | Datei hochladen · Wikidata zu Reformierte Kirche Regensberg (Q18609725)        | Reformierte Kirche KGS-Nr.: 12654 | B    | G   | Oberburg 21 675375 / 259635 |              |
| ja   | Datei hochladen · Wikidata zu Schloss Regensberg (Q2243086)                    | Ehemaliges Schloss mit Schlossturm KGS-Nr.: 12735 | B    | G   | Oberburg 22 675337 / 259622 |              |
| ja   | Datei hochladen · Wikidata zu Stadtbrunnen und Galchbrunnen (Q29933015)        | Stadtbrunnen und Galchbrunnen KGS-Nr.: 12737 | B    | K   | Oberburg 675402 / 259627    |              |
| ja   | Datei hochladen                                                                | Mandach / Städtli, Sporn mit neolithisch-bronzezeitlicher Höhensiedlung / mittelalterlich-neuzeitlicher Burg / Städtchen / Befestigungsanlage KGS-Nr.: 16905 | B    | F   | 675390 / 259620             |              |

## Übrige Baudenkmäler
| ID              | Foto |                 | Objekt                                         | Kat.    | Typ | Standort                     | Beschreibung |
| --------------- | ---- | --------------- | ---------------------------------------------- | ------- | --- | ---------------------------- | ------------ |
| 09500001        |      | Datei hochladen | Hirzelheim, Alters- und Pflegeheim             | C       | G   | Unterburg 1 675246 / 259539  |              |
| 09500006        |      | Datei hochladen | Bauernhaus, Hausteil 2 (Altbau)                | C       | G   | Unterburg 6 675283 / 259542  |              |
| 09500021        |      | Datei hochladen | Wohnhaus                                       | C       | G   | Oberburg 21 675460 / 259626  |              |
| 09500040        |      | Datei hochladen | Wirtshaus Zum Löwen                            | C       | G   | Oberburg 40 675426 / 259667  |              |
| 09500049        | ja   | Datei hochladen | Schlossturm                                    | B kant. | G   | Oberburg 675341 / 259605     |              |
| 09500053        |      | Datei hochladen | Korberhaus (Rekonstruktion von 1969)           | C       | G   | Unterburg 53 675315 / 259562 |              |
| 09500059        |      | Datei hochladen | Ehemaliges Bauernhaus                          | C       | G   | Im Chratz 59 675237 / 259586 |              |
| 09500060        |      | Datei hochladen | Schopf (Rekonstruktion 1978)                   | C       | G   | Im Chratz 60 675242 / 259576 |              |
| 09500062        |      | Datei hochladen | Haus Zum eisernen Zeit                         | C       | G   | Unterburg 62 675238 / 259565 |              |
| 09500064        | ja   | Datei hochladen | Gasthaus Zum Löwen                             | C       | G   | Unterburg 64 675220 / 259556 |              |
| 09500103        |      | Datei hochladen | Hirsmühle, ehemaliges Fabrikgebäude (Hauptbau) | C       | G   | Hirsmühle 675866 / 259492    |              |
| 095ALT00102     |      | Datei hochladen | Hirsmühle, ehemaliges Fabrikgebäude (Anbau)    | C       | G   | Hirsmühle 675869 / 259481    |              |
| 095BRUNNEN00002 | ja   | Datei hochladen | Galchbrunnen                                   | B kant. | K   | Oberburg 675406 / 259617     |              |
| 095BRUNNEN00003 |      | Datei hochladen | Schulhausbrunnen                               | B kant. | K   | Unterburg 675284 / 259565    |              |
| 095BRUNNEN00004 | ja   | Datei hochladen | Unterburgbrunnen                               | B kant. | K   | Unterburg 675221 / 259528    |              |
|                 | ja   | Datei hochladen | Permanente Waffenstellung Regensberg Süd       | B reg.  | G   | Unterburg 675294 / 259533    |              |

Legende: Im Wesentlichen siehe Legende der Liste der Kulturgüter von nationaler und regionaler Bedeutung, mit folgenden Ausnahmen:
- Anstelle der KGS-Nummer wird als Objekt-Identifikator (ID) die Inventarnummer im Verzeichnis der Objekte von überkommunaler Bedeutung des kantonalen Denkmalschutzamtes verwendet.
- Bei den Kategorien wird wie folgt unterschieden: B kant. = Objekt von kantonaler Bedeutung (Kanton Zürich); B reg. = Objekt von regionaler Bedeutung (Kanton Zürich).